# ナヴー (イリノイ州)
ナヴー（ノーヴー:Nauvoo）は、アメリカ合衆国のイリノイ州ハンコック郡にある町である。イリノイ州の西に位置する。
2000年の調査で人口は1063人。